# Paranaitis wahlbergi
Paranaitis wahlbergi är en ringmaskart som först beskrevs av Anders Johan Malmgren 1865.  Paranaitis wahlbergi ingår i släktet Paranaitis och familjen Phyllodocidae. Arten har ej påträffats i Sverige. Inga underarter finns listade i Catalogue of Life.